# گونل زینالوا
گونل زینالوا (به ترکی آذربایجانی: Günel Zeynalova)، (زادهٔ ۲۵ اکتبر ۱۹۸۵ در منطقهٔ آق‌دام، اتحاد جماهیر شوروی) خوانندهٔ اهل آذربایجان است.

## زندگی و فعالیت
گونل زینالوا در اکتبر ۱۹۸۵ در آق‌دام در شوروی (جمهوری آذربایجان فعلی) به دنیا آمد. پدرش رحمان زینالوا خواننده و مادرش زهره زینالوا نوازندهٔ پیانو بودند. ۱۲ ساله بود که در یکی از کنسرت‌های ابراهیم تاتلیسس در آذربایجان حضور پیدا کرد و پس از شناساندن خودش و نشان دادن استعدادش در موسیقی و پس از مشورت خانواده‌اش با تاتلیسس به ترکیه رفت و زیر نظر او به یادگیری موسیقی پرداخت.
گونل در سال ۲۵ دسامبر ۱۹۹۸ نخستین آلبوم خود به نام Ne olur Allahim (چی می‌شه خدای من؟) را منتشر کرد که شامل ۱۲ آهنگ از جمله Dedim و Kimlere Kaldı Dünya بود. این دو ترانه شنوندگان زیادی در ترکیه، ایران و آذربایجان داشت و بسیاری پس از شنیدن این دو ترانه طرفدار وی شدند..
گونل در ۱۲ نوامبر ۲۰۰۳ دومین آلبوم خود به نام Azeri kızı Günel را منتشر کرد که حاوی ۱۲ آهنگ بود و پس از ۵ سال در ۲۰۰۸ آلبوم سوم خود را با نام Adı yok منتشر کرد که ۱۶ ترانه داشت. و همچنین فعالیت خود در موسیقی را با انتشار چندین تک آهنگ ادامه داده‌است که از زیباترین انها می توان از degmeyin keyfime(کیفم را به هم نزنید)وmenim dostummusan yoxa sevgilim (دوست من هستی یا معشوقه ام؟)و...نام برد.
گونل در سال‌های اخیر و پس از چندین عمل زیبایی که بر روی صورت خود انجام داده چهره‌ای کاملاً متفاوت نسبت به گذشته پیدا کرده و انتشار تصاویرش در حالی که ظاهری بسیار متفاوت نسبت به گذشته داشته، با واکنش زیادی از سوی مردم و رسانه‌ها مواجه شده‌است.
وی در حال حاضر در ترکیه زندگی می‌کند و در این کشور به فعالیت خود ادامه می‌دهد.اما بین ترکیه و باکو در رفت و آمد میباشد.

## ترانه‌شناسی

### آلبوم‌ها
- (Ne olur Allahım (۱۹۹۸
- (Azeri kızı Günel (۲۰۰۳
- (Adı Yok (۲۰۰۸
- Azeri Günel (۲۰۱۱)
- (۲۰۱۹) Ben Demiştim
- Bir Adam Var (۲۰۱۹)